# Megapodius reinwardt
Il megapodio piediarancio, maleo dai piedi arancioni,  megapodio zampearancio o megapodio di Reinwardt (Megapodius reinwardt Dumont, 1823) è un uccello galliforme della famiglia Megapodiidae.

## Descrizione
Questo megapodio misura 30-47 cm.

## Distribuzione e habitat
Megapodius reinwardt ha un ampio areale che comprende Indonesia, Timor Est, Nuova Guinea e Australia settentrionale.
È presente nella foresta pluviale ma anche in altri ambienti forestali, come le foreste di palude e le mangrovie, dal livello del mare sino a 1800 m.

## Tassonomia
Sono note cinque sottospecie:
- Megapodius reinwardt reinwardt Dumont, 1823
- Megapodius reinwardt macgillivrayi G.R.Gray, 1862
- Megapodius reinwardt tumulus Gould, 1842
- Megapodius reinwardt yorki Mathews, 1929
- Megapodius reinwardt castanonotus Mayr, 1938

## Conservazione
La IUCN Red List classifica Megapodius reinwardt come specie a basso rischio (Least Concern).